# 舍布京齊 (新烏希齊亞區)
48°39′56″N 27°12′5″E / 48.66556°N 27.20139°E
舍布京齊（烏克蘭語：Шебутинці），是烏克蘭西部的村莊，隸屬赫梅利尼茨基州的卡緬涅茨-波多利斯基區。該村處於德涅斯特河畔，面積1.94平方公里，海拔高度251米，2001年人口554。